# Клюквинка
Клю́квинка (рос. Клюквинка) — село у складі Верхньокетського району Томської області, Росія. Адміністративний центр та єдиний населений пункт Клюквинського сільського поселення.

## Населення
Населення — 1462 особи (2010; 1510 у 2002).
Національний склад (станом на 2002 рік):
- росіяни — 91 %